# As Melhores Músicas da Turma do Balão Mágico
As Melhores Músicas da Turma do Balão Mágico é uma coletânea de sucessos do grupo juvenil Turma do Balão Mágico, lançada em 2003. Esta é a segunda coletânea do grupo e a primeira lançada em formato de CD. Em 2012, foi relançada em um conjunto com um DVD de videoclipes e jogos interativos.
Além do formato físico, as músicas podem ser ouvidas em diversas plataformas de streaming. No entanto, os videoclipes ainda não estão disponíveis nesse formato. Em vez disso, foram criadas versões alternativas, como vídeos com letras (lyric videos), que estão disponíveis no canal oficial do grupo no YouTube.
O DVD alcançou reconhecimento, aparecendo cinco vezes entre os "20 DVDs Mais Vendidos do Ano" pela Pro-Música Brasil, sendo uma delas o primeiro lugar, em 2013.

## Conteúdo
O CD traz canções de sucesso do grupo dos álbuns lançados entre 1982 e 1985, como "A Galinha Magricela", "Baile dos Passarinhos", "O Trenzinho", "Superfantástico", "Ursinho Pimpão", "Amigos do Peito" e "Tic Tac", nenhuma das canções do álbum de 1986 foi incluída, bem como faixas de sucesso como "É tão Lindo", que traz a participação do cantor Roberto Carlos, "Tem Gato na Tuba", "Seu Felipe e Dorminhoco" (cujos videoclipes foram incluídos apenas no DVD).
A faixa "Coração de Papelão" foi incluída e embora ela não pertença a nenhum disco do grupo é cantada pela dupla Jairzinho e Simony, no álbum lançado por eles em 1987, que vendeu mais de 600 mil cópias. A faixa é uma versão da canção "Puppy Love" do cantor Donny Osmond (embora a faixa seja um single composto e cantado inicialmente por Paul Anka ela se assemelha mais a versão cantada Donny Osmond nos anos de 1970).
O DVD tem menos de 30 minutos de duração e traz cinco videoclipes em suas versões originais ("Superfantástico", "Tem Gato na Tuba", "A Galinha Magricela", "Seu Felipe, Dorminhoco" e "Juntos") e mais dois com versões alternativas ("Superfantástico" e "Tem Gato na Tuba"), além de 2 jogos, um texto falando sobre a carreira do grupo e uma galeria de fotos.

## Recepção
A versão lançada em 2003, com DVD+CD foi indicada pelo jornal Correio Braziliense como uma ótima oportunidade para os pais reviverem sua época de criança e os filhos conhecerem discos de outras gerações.
De acordo com dados da Pro-Música Brasil, seis anos após o lançamento, em 2003, a edição em DVD+CD continuou a ter ótimo desempenho comercial, a saber: em 2009 foi o décimo primeiro DVD mais vendido no Brasil; Em 2010 o lançamento caiu 7 posições e ficou como o décimo oitavo mais vendido; Em 2012 retornou a lista e, segundo a revista Veja, vendeu 262,884 cópias, sendo o quarto DVD mais vendido do ano; Em 2013, foi o DVD mais vendido do ano, com 195.886 cópias vendidas; Em 2014, faria a sua última aparição, ficando em terceiro lugar como o mais vendido daquele ano.

## Lista de faixas
- Créditos adaptados do encarte do CD As Melhores Músicas da Turma do Balão Mágico.[1]

| N.º | Título                                                            | Compositor(es)                                         | Participação | Duração |  |
| 1.  | "Superfantástico" (Superfantástico)                               | Difelisatti Edgard Poças Ignacio Ballesteros           | Djavan       | 3:12    |  |
| 2.  | "Amigos do Peito" (Somos Amigos)                                  | Memo Mendez Guiu Erik Vonn Poças                       | Fábio Junior | 3:45    |  |
| 3.  | "A Galinha Magricela" (La Gallina Papanatas)                      | G.Monreal Poças                                        |              | 2:45    |  |
| 4.  | "Baile Dos Passarinhos" (Tchip Tchip / El Baile De Los Pajaritos) | T. Randall W. Thomas Poças                             |              | 3:11    |  |
| 5.  | "Ursinho Pimpão" (Mi Osito Pelon)                                 | T.Cruz T.Landa. Poças                                  |              | 3:28    |  |
| 6.  | "Dia Dos Pais" (Mi Amigo Felix)                                   | Alfredo Araujo Poças Francisco Don Diego               |              | 3:31    |  |
| 7.  | "Tic Tac" (Cuchichi)                                              | B. Ball F. Dostal G. Moslener Poças                    |              | 3:52    |  |
| 8.  | "Se Enamora" (E' L' Amore)                                        | Garofalo Giannino Gastaldo Monti Vicenzo Giuffre Poças | Castrinho    | 3:08    |  |
| 9.  | "Ai Meu Nariz" (Tengo Un Grano En La Mariz)                       | E. A. Bermúdez E.t. A. Alvarez Poças                   |              | 3:03    |  |
| 10. | "Bombom" (Maria Isabel)                                           | J. Moreno L. Moreno Poças                              |              | 3:17    |  |
| 11. | "Mae Ie"                                                          | Celso Castro Osvaldo Nunes                             |              | 2:42    |  |
| 12. | "Dia De Festa / Atirei Um Pau No Gato"                            | Claudio Rabello Dalto Paulo Ferro                      | Fofão        | 2:25    |  |
| 13. | "Upa Upa" (Meu Trolinho)                                          | Ary Barroso                                            |              | 1:59    |  |
| 14. | "O Trenzinho" (Cin Cin Pon Pon)                                   | A. Baroncini A. Gorassini Poças                        |              | 3:07    |  |
| 15. | "Coração De Papelão" (Puppy Love)                                 | Paul Anka Poças                                        |              | 3:41    |  |

| Faixas do DVD |                                                   |         |  |
| N.º           | Título                                            | Duração |  |
| 1.            | "Superfantástico" (Videoclipe)                    |         |  |
| 2.            | "Tem Gato na Tuba" (Videoclipe)                   |         |  |
| 3.            | "A Galinha Magricela" (Videoclipe)                |         |  |
| 4.            | "Seu Felipe, Dorminhoco" (Videoclipe)             |         |  |
| 5.            | "Juntos" (Videoclipe)                             |         |  |
| 6.            | "Superfantástico (2ª versão)" (Videoclipe bônus)  |         |  |
| 7.            | "Tem Gato na Tuba (2ª versão)" (Videoclipe bônus) |         |  |
| 8.            | "Jogos"                                           |         |  |
| 9.            | "Galeria de Fotos"                                |         |  |
| 10.           | "Como tudo começou"                               |         |  |
| 11.           | "Ficha técnica"                                   |         |  |

## Tabelas

### Tabelas de fim-de-ano
- Referente a edição DVD+CD

| Tabela musical (2009) | Melhor posição |
| --------------------- | -------------- |
| Brasil (PMB)          | 11             |

| Tabela musical (2010) | Melhor posição |
| --------------------- | -------------- |
| Brasil (PMB)          | 18             |

| Tabela musical (2012) | Melhor posição |
| --------------------- | -------------- |
| Brasil (PMB)          | 4              |

| Tabela musical (2013) | Melhor posição |
| --------------------- | -------------- |
| Brasil (PMB)          | 1              |

| Tabela musical (2014) | Melhor posição |
| --------------------- | -------------- |
| Brasil (PMB)          | 3              |